# Armando Arnone
Armando Bernardo Arnone Hernández (Montevideo, 20 de agosto de 1952 - desaparecido desde el 1 de octubre de 1976) fue un obrero metalúrgico secuestrado uruguayo,  desaparecido en Buenos Aires.

## Biografía
Estaba casado con Cristina Mihura y tenía 2 hijos, en el momento de ser secuestrado trabajaba como obrero metalúrgico en Buenos Aires. Estuvo vinculado a Fuerza Revolucionaria de los Trabajadores (FRT),  al Partido por la Victoria del Pueblo (PVP) y al Frente Estudiantil Revolucionario (FER).

## Desaparición
El 1 de octubre de 1976 Armando Arnone abandona el apartamento de un amigo en la calle Millán N° 2120 del barrio Belgrano y fue secuestrado en el mismo barrio y en el marco de un operativo organizado para detener a militantes del Partido por la Victoria del Pueblo.
Fue visto en el centro clandestino de detención conocido como Automotores Orletti, y su causa está incluida dentro del operativo represivo conocido como Plan Cóndor.

## Causa iniciada
La causa 98-247/2006 tiene sentencia a los represores José Nino Gavazzo y José Ricardo Arab por el delito de privación de libertad y homicidio muy especialmente agravado. El inicio de la causa se realizó en 1996 e incluye a Mario Jorge Cruz Bonfiglio,  Juan Miguel Morales Von Pieverling; Alberto Mechoso Méndez; Mario Roger Julien Caceres; Juan Pablo Errandonea Salvia; Raúl Néstor Tejera Llovet; María Emilia Islas Gatti; Jorge Roberto Zaffaroni Castilla; Washington Cram González; Cecilia Susana Trías Hernández; Ruben Prieto González; Casimira María del Rosario Carretero Cárdenas; Miguel Ángel Moreno Malugani; Rafael Laudelino Lezama González; Carlos Rodríguez Mercader; Juan Pablo Recagno Ibarburu; Julio Rodríguez; Washington Domingo Queiro Uzal; Segundo Chejenian; Graciela Teresa da Silveira Chiappino de Chegenián; Gerardo Gatti; León Duarte; Ary Cabrera Prates; Adalberto Waldemar Soba Fernández; Josefina Modesta Keim Lledó; Walner Ademir Bentancour Garin; Victoria Lucía Grisonas Andrijauskaite De Julien.